# Dominó (Marvel Comics)
Dominó (Neena Thurman) es un personaje ficticio que aparece en los cómics estadounidenses publicados por Marvel Comics, es más conocida como miembro del equipo mutante X-Force. Creada por el escritor Fabian Nicieza y el artista / coescritor Rob Liefeld, Domino realizó su primera aparición de portada en X-Force #8 (marzo de 1992) como miembro original del equipo Wild Pack dirigido por Cable.
Además de su excepcional puntería y habilidades cuerpo a cuerpo, Domino posee poderes mutantes que alteran la probabilidad, similares a los del mutante Longshot. A menudo usa sus habilidades como mercenario, pero también ha sido la compañera, confidente e interés amoroso del superhéroe Cable, un teniente en su grupo militante X-Force y miembro de los X-Men.
En otros medios, Domino ha aparecido principalmente en videojuegos, aunque ha hecho apariciones menores en animación para televisión y una aparición en una película de acción real en Deadpool 2 (2018), interpretada por Zazie Beetz.

## Biografía ficticia

### Origen
La mujer que llegaría a ser conocida como Dominó es, en realidad, el resultado de un programa gubernamental super secreto de cría de mutantes, destinados a desarrollar el arma perfecta. Dominó es el resultado de una prueba de supervivencia, pero su poder de «suerte» fue considerado un fracaso del proyecto. Su madre biológica la abandonó en el proyecto y la dejó con el Padre Rudolpho Boschelli, en la Iglesia del Sagrado Corazón de Chicago.
Dominó finalmente dejó la Iglesia y se convirtió en un mercenario. Uno de sus primeros trabajos fue para detener la operación «Jericho», un proyecto de robots controlados de forma remota. Dominó destruyó al robot en el proceso de freír la mente del soldado que lo controlaba. Ella fue asignada para proteger al genio Dr. Milo Thurman, cuya capacidad analítica le hizo demasiado peligroso para que el gobierno lo dejara vagar libremente. De alguna manera, Dominó y Thurman se enamoraron y se casaron, al parecer, oficialmente. Thurman tenía una obsesión con el Infierno de Dante Alighieri y llamó a Dominó «Beatrice». Los dos se separaron después de una redada en las instalaciones de AIM. Milo creyó que Dominó había muerto durante el altercado.

### Six Pack
Domino ayudó a fundar la banda de mercenarios Six Pack, que le presentó al mutante viajero del tiempo Cable. Domino trabajó con Six Pack durante algún tiempo, asumiendo muchas misiones por dinero en efectivo. El Six Pack fue muy brutal en sus aventuras, a menudo derribando a multitudes enteras de personas que se interponían en su camino. El equipo, también conocido como Wild Pack, fue a misiones en Irán, y participó en una incursión en una base de HYDRA, en la que Domino participó. Durante su tiempo con el Wild Pack, tuvo sus primeros enfrentamientos con Stryfe (el clon malvado de Cable) en Afganistán y Uruguay.

### Captura y sustitución
Cuando Cable se convirtió en el líder de los Nuevos Mutantes, después de su ruptura con los X-Men, una mutante llamado Copycat se hizo pasar por Domino y se unió como su líder de campo y permaneció con el equipo mientras cambiaban de los Nuevos Mutantes a Fuerza-X. Cuando se reveló que la verdadera Domino era en realidad prisionera del supervillano Tolliver durante más de un año, Fuerza-X rechazó al impostor de Domino y, con las garantías de Cable, planeó rescatar a la verdadera Domino y darle la bienvenida al equipo.
Mientras tanto, la verdadera Domino se enteró de la destrucción de la base Adirondack de Fuerza-X por parte de Tolliver y planeó su fuga. Cable la encontró en la casa italiana de Tolliver, junto con su doble aparentemente asesinado. Domino fue liberada accidentalmente por Deadpool, a quien le disparó. Cable la envió a buscar la Fuerza-X. Ella escapó en el helicóptero de Tolliver y sobrevivió a una caída del helicóptero de Tolliver al mar. Ella encontró a la Fuerza-X y se unió al equipo.

### Fuerza-X
Dominó se quedó con el equipo durante la mayor parte de su existencia, convirtiéndose en su líder cuando Cable dejó el equipo en varias ocasiones. Durante un tiempo, fue un prisionera de las fuerzas de Bastión, lo que la afectó severamente su mente y físico. Durante la existencia de Fuerza-X, Dominó tuvo varias aventuras en solitario. Durante la primera, se vio obligada a matar, por su enfermedad mental, al exmiembro del Six Pack, Grizzly. Dominó se reunió más tarde con el equipo, para ayudar a Cable a combatir a Skornn.

### X-Corporation
Cuando Fuerza-X se disolvió brevemente, Dominó se unió a la X-Corporation. Trabajó en su sucursal de Hong Kong. Cuando la compañera de Dominó, Risque, fue asesinada, ella convocó al grupo principal de los X-Men para ayudarla a investigar. Juntos, los mutantes descubrieron la verdad detrás de John Sublime y su «la Tercera Especie»: él implantaba partes del cuerpo de mutantes, a humanos normales para crear a sus U-Men. Ellos también ayudaron a liberar al mutante llamado Xorn.

### Carrera independiente
Durante su período de soledad, Dominó comenzó a buscar a su madre, Beatrice, y pistas de su pasado. En su búsqueda, Dominó descubrió que el Proyecto Armaggedon, estaba todavía activo. Conducida a una base secreta en Florida, Dominó encuentra a un joven mutante llamado Lazarus, que tenía el mismo tatuaje en el ojo. Lazarus resultó ser su hermanastro, que fue el verdadero resultado del "Arma Perfecta". Poco después, intentando liberarlo, Armajesuits, un grupo fanático de sacerdotes que estaban contra el proyecto, llegaron a matar a Lazarus y así impedirle alcanzar su máximo desarrollo.
Dominó descubre que su madre conduce a "Armajesuits", por lo que le dispara un tiro para salvar la vida de Lazarus. Ella llevó a Lazarus con el Padre Boschelli a la Iglesia en la que ella fue recogida, aunque sin saberlo, Beatrice posteriormente secuestró a Lazarus.
Más tarde, fue contratada por S.H.I.E.L.D. como miembro de la nueva Six Pack. Junto GW Bridge, Hammer, Solo, Anaconda y Constrictor, ella atacó a Cable en su comunidad de Providence, a pesar de que rápidamente se pasaron a su lado después de que el Six Pack fue derrotado por Cable y Deadpool. Dominó siguió a Deadpool a Rumekistan, donde asesinó el dictador del país, Flag-Smasher, sólo para descubrir que era parte de un plan para instalar a Cable como líder de esa nación. Después de una conversación con Citizen-V, intentó matar a Cable, creyendo que iba a llevar a la ruina al país.
Durante la Guerra Civil, Dominó, Shatterstar y Caliban, bajo el nombre de Fuerza-X, condujeron un ataque en el Instituto Xavier y liberaron a más de la mitad de los "198". Dominó es posteriormente contratada por su amigo, GW Bridge junto con Silver Sable y la Condesa Valentina Allegra de Fontaine para rastrear a Punisher. Cuando un falso Punisher comenzó atacar a civiles, fue el único miembro del equipo en creer en la inocencia de Castle.

### Nueva Fuerza-X
Dominó encuentra a Wolverine y Fuerza-X en Tokio y se une a ellos para tratar de capturar a Vanisher.
Más tarde, ella se encuentra con Espiral, Chimera y Lady Deathstrike, de la Hermandad de Mutantes Diabólicas, que han desenterrado el cuerpo de Revanche. Después de una breve lucha, hiere a Chimera y las mujeres escapan con el cuerpo. Después, ella se las arregla para reemplazar el cuerpo de Jean Grey, antes de que Madelyne Pryor pudiera tomarlo como su anfitrióna.
Dominó y Wolverine se unen en una misión para resolver una situación del pasado de Dominó.
Dominó es la primera persona en descubrir la identidad del Hulk Rojo, y está marcada para morir por el. Doc Samson ofrece a Rulk con una lista de personas (Deadpool, Punisher, Thundra y Elektra) para matarla. Cuando el grupo llega, se la encuentra en un bar con los miembros de Fuerza-X.
Recientemente, Dominó fue reclutada por Cíclope, en el equipo de seguridad de Utopía.

## Poderes y habilidades

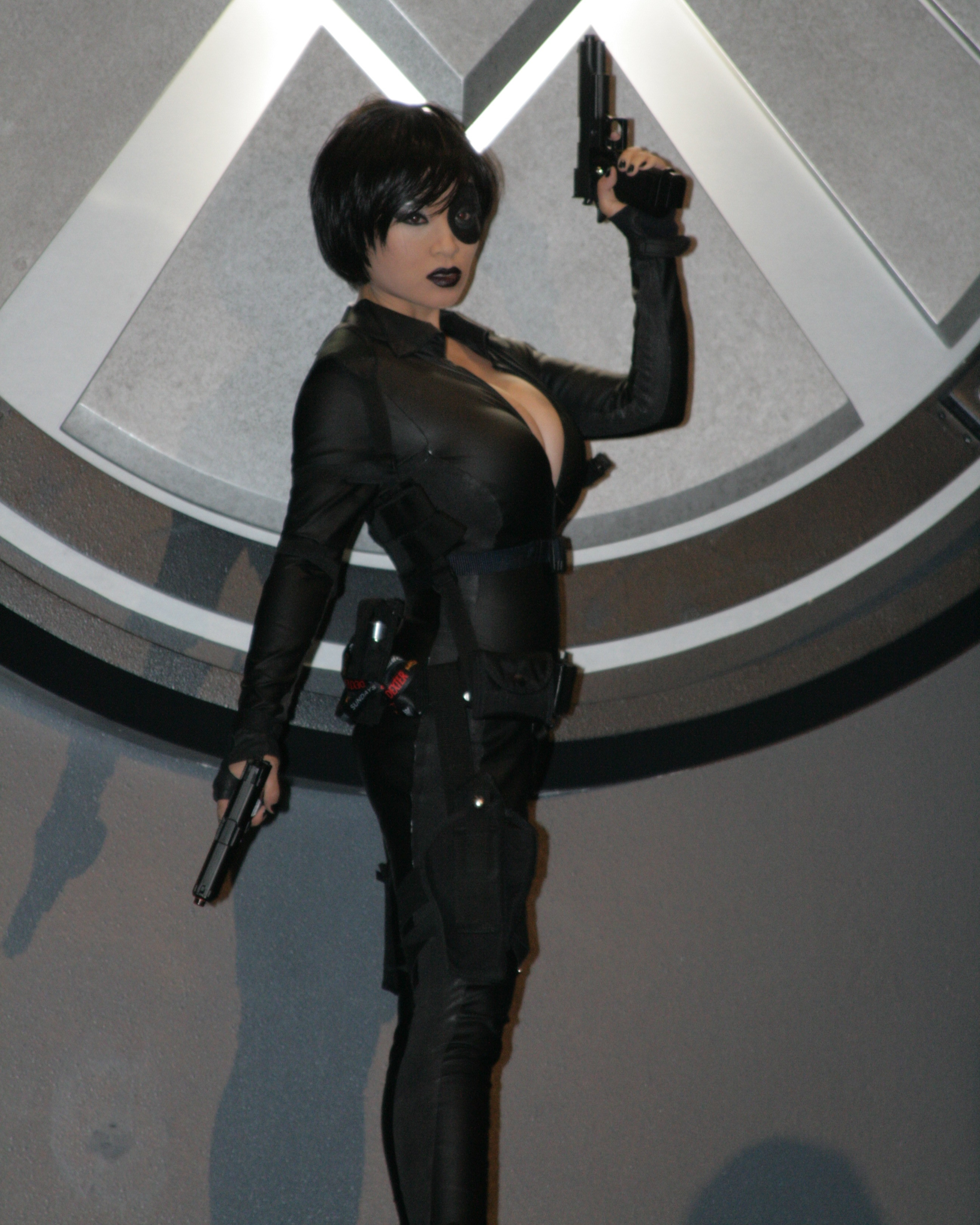
Cosplayer Yaya Han como Dominó en la New York Comic Con.

Dominó es una mutante con la capacidad psíquica para afectar la probabilidad en su favor, haciendo improbable (pero no imposible) cosas de ocurrir dentro de su línea de vista, así haciéndola tener "la buena suerte" y a sus opositores para tener "la mala suerte". Este "campo de probabilidad" es un fenómeno que puede fracasar al golpear o disparar. El grado de sus poderes es todavía desconocido.
Este talento subconscientemente controlado es provocado cuando ella está en una situación agotadora (como la lucha o la escapatoria). Este efecto constantemente emana de su cuerpo en cualquier momento y es completamente subconsciente. Sin embargo, ella misma debe controlar la acción que puede afectar.
Por ejemplo, si algo cayera del cielo que pudiera golpearla en la cabeza, ella se hubiera hecho daño si no se moviera. Sin embargo, si ella trató de evitarlo, ella se movería perfectamente para evitar el golpe.
Como un subproducto de sus capacidades de probabilidad, la corteza cerebral de Dominó emite una corriente de pulsos bioeléctricos para dirigir sus movimientos durante tales situaciones, que tienen el efecto de aumentar sus reflejos naturales y agilidad a niveles sobrehumanos.
Dominó es también una magnífica mercenaria, manejando a la perfección varias armas de fuego, es una atleta sumamente experta, y experta en el empleo de explosivos. Ella ha entrenado en varias técnicas de combate armado y las artes marciales. Ella también parece manejar múltiples idiomas.

## Otras versiones

### Era de Apocalipsis
Dominó era una sádica cazarrecompensas al servicio de Apocalipsis, enviada para matar a X-Men.

### Ultimate Dominó
Al igual que en su versión original, Dominó funge como compañera de Cable.

### Skornn
En un futuro alternativo, Dominó asumió la identidad de Stryfe y se unió al Frente de Liberación Mutante.

## En otros medios

### Televisión
- Dominó realizó pequeños cameos en la serie animada X-Men.
- Recientemente, Dominó apareció en la serie Wolverine and the X-Men, cuya voz es prestada por Gwendolen Yeo. Ahí, Dominó aparece como un miembro de la Hermandad de Mutantes Diabólicos. Ella también aparece en el futuro alterno del Profesor X como un miembro de sus X-Men.

### Videojuegos
- Dominó hace un cameo en el final de Deadpool en el juego Ultimate Marvel vs. Capcom 3.
- Dominó aparece como coprotagonista junto a Rogue, Psylocke y Wolverine en el videojuego Deadpool, del 2013.
- Dominó es un personaje desbloqueable en el juego online de Facebook Marvel Avengers Alliance, en noviembre de 2013.
- Dominó aparece en Marvel Heroes como un personaje de equipo.
- Dominó es un personaje desbloqueable en el juego en línea de android Marvel Future Fight 2018
- Junto con la colaboración de Fortnite X Deadpool, se agregó al juego el personaje de Domino con sus picos duales de recolección y mochila.

### Cine
Dominó aparece interpretada por Zazie Beetz en la película Deadpool 2 estrenada en mayo de 2018. En la película, Deadpool la recluta en la Fuerza-X para ayudarlo a rescatar al joven mutante Russell Collins del futuro soldado Cable. Gracias a sus poderes basados en la suerte, ella y Wade fueron los únicos que sobrevivieron al desastroso intento de aterrizaje en el vehículo de transporte de la prisión. Más tarde, ayuda a Deadpool y Cable a rescatar a los niños del Centro de Reeducación Mutante (en el que ella revela que se crio) de ser destruidos por Russell y Juggernaut.